# Contea di Baojing
La contea di Baojing (保靖县S, Bǎojìng XiànP) è una contea della Cina, situata nella provincia di Hunan e amministrata dalla prefettura autonoma tujia e miao di Xiangxi.